# Vera Svonarjova
Vera Igorevna Svonarjova (russisk: Вера Игоревна Звонарёва; engelsk translitteration: Vera Zvonareva; født 7. september 1984 i Moskva, Sovjetunionen) er en professionel tennisspiller fra Rusland.